# Butterwick and Oldacres
Butterwick and Oldacres var en civil parish från 1866 till 1983 då den blev en del av Sedgefield, i grevskapet Durham, i England. Civil parish var belägen 17 km från Durham och hade 40 invånare år 1971.